# مارسيلو سوزا
مارسيلو سوزا (هانغل: 쏘우자) هو لاعب كرة قدم كوري جنوبي وبرازيلي في مركز الدفاع، ولد في 21 أبريل 1969 في البرازيل. لعب مع نادي سول.

## وصلات خارجية
- مارسيلو سوزا على موقع دوري كوريا الجنوبية (الإنجليزية)
- مارسيلو سوزا على موقع قاعدة بيانات كرة القدم.إي يو (الإنجليزية)